# Eusapia guyanensis
Eusapia guyanensis är en skalbaggsart som beskrevs av Hüdepohl 1988. Eusapia guyanensis ingår i släktet Eusapia och familjen långhorningar. Inga underarter finns listade i Catalogue of Life.